# Red Bull RB14
Chronologie des modèles (2018)
Red Bull RB13 Red Bull RB15
La Red Bull RB14 est la monoplace de Formule 1 engagée par Red Bull Racing et conçue par l'ingénieur britannique Adrian Newey, dans le cadre du championnat du monde de Formule 1 2018. Elle est pilotée par l'Australien Daniel Ricciardo et par le Néerlandais Max Verstappen. Le pilote-essayeur est le Suisse Sébastien Buemi. Elle est propulsée par un moteur Renault rebadgé commercialement en TAG Heuer. La RB14 est lancée par Red Bull Racing le 19 février 2018 à son usine de Milton Keynes,,.

## Création de la monoplace
Après avoir débuté les tests pré-saison avec ses anciens modèles de voiture en 2016 et en 2017, ce qui a causé à l'écurie des difficultés de développement de ses monoplaces, Red Bull Racing annonce que le lancement sa RB14 se tiendra plus tôt que pour les RB12 et RB13. 
Alors que les voitures précédentes avaient été lancées plus tard pour développer le châssis en usine, Red Bull Racing anticipe le lancement de la RB14 pour collecter plus d'informations sur son comportement en piste. Christian Horner justifie cette décision en mentionnant que les analyses sur les voitures de 2016 et 2017 démontrent que le fait de retarder le lancement a contribué à rendre moins compétitives en début de championnat des monoplaces dont le châssis était performant en fin de saison.
La monoplace se caractérise par un aileron avant qui adopte un concept très similaire à celui essayé lors de la dernière manche de la saison 2017, à Abou Dabi : les extrémités des volets sont en effet recourbées vers le bas. L'ouverture du museau permettant à l’air de traverser le nez sans être dévié est conservée. La Red Bull RB14 est aussi dotée d'un essieu qui aide l'aileron à limiter les effets néfastes du sillage des pneus. 
L'ancrage avant du triangle supérieur de suspension avant est plus avancé que sur la RB13 et a une fonction aérodynamique.
Les différences les plus marquées se situent au niveau des déflecteurs latéraux des pontons : alors que la RB13 copiait le concept de Ferrari utilisé à partir de la seconde moitié de la saison 2017, le design de la RB14, divisé en plusieurs panneaux rectangulaires très rapprochés, se rapproche plus de celui utilisé par Mercedes en fin d'année. Le cloisonnement du ponton limite les turbulences et favorise un bon écoulement d’air le long de la voiture. Toutefois, alors qu'un des déflecteurs est relié au déflecteur horizontal au dessus du ponton de la W08, ce n'est pas le cas sur la monoplace autrichienne. 
Les déflecteurs horizontaux sont disposés comme des ailes d'avion. Les pontons, très étroits, rendent le flanc de la voiture très plat.
L'entrée d'air du capot moteur abandonne sa forme triangulaire pour une ouverture ovale, remontée pour limiter les turbulences créées par le halo. L'aileron arrière conserve un seul support (muni de deux éléments et d'équerres)
.

## Résultats en championnat du monde de Formule 1
| Saison | Écurie                       | Moteur                         | Pneus   | Pilotes          | Courses | Courses | Courses | Courses | Courses | Courses | Courses | Courses | Courses | Courses | Courses | Courses | Courses | Courses | Courses | Courses | Courses | Courses | Courses | Courses | Courses | Points inscrits | Classement |
| Saison | Écurie                       | Moteur                         | Pneus   | Pilotes          | 1       | 2       | 3       | 4       | 5       | 6       | 7       | 8       | 9       | 10      | 11      | 12      | 13      | 14      | 15      | 16      | 17      | 18      | 19      | 20      | 21      | Points inscrits | Classement |
| ------ | ---------------------------- | ------------------------------ | ------- | ---------------- | ------- | ------- | ------- | ------- | ------- | ------- | ------- | ------- | ------- | ------- | ------- | ------- | ------- | ------- | ------- | ------- | ------- | ------- | ------- | ------- | ------- | --------------- | ---------- |
| 2018   | Aston Martin Red Bull Racing | Tag Heuer V6 turbo R.E.18 1.6L | Pirelli |                  | AUS     | BAH     | CHI     | AZE     | ESP     | MON     | CAN     | FRA     | AUT     | GBR     | ALL     | HON     | BEL     | ITA     | SIN     | RUS     | JAP     | USA     | MEX     | BRE     | ABU     | 419             | 3e         |
| 2018   | Aston Martin Red Bull Racing | Tag Heuer V6 turbo R.E.18 1.6L | Pirelli | Daniel Ricciardo | 4e      | Abd.    | 1er     | Abd.    | 5e      | 1er     | 4e      | 4e      | Abd.    | 5e      | Abd.    | 4e      | Abd.    | Abd.    | 6e      | 6e      | 4e      | Abd.    | Abd.    | 4e      | 4e      | 419             | 3e         |
| 2018   | Aston Martin Red Bull Racing | Tag Heuer V6 turbo R.E.18 1.6L | Pirelli | Max Verstappen   | 6e      | Abd.    | 5e      | Abd.    | 3e      | 9e      | 3e      | 2e      | 1er     | 15e*    | 4e      | Abd.    | 3e      | 5e      | 2e      | 5e      | 3e      | 2e      | 1er     | 2e      | 3e      | 419             | 3e         |

Légende : ici